# Sint-Dionysius en Sint-Genesiuskerk

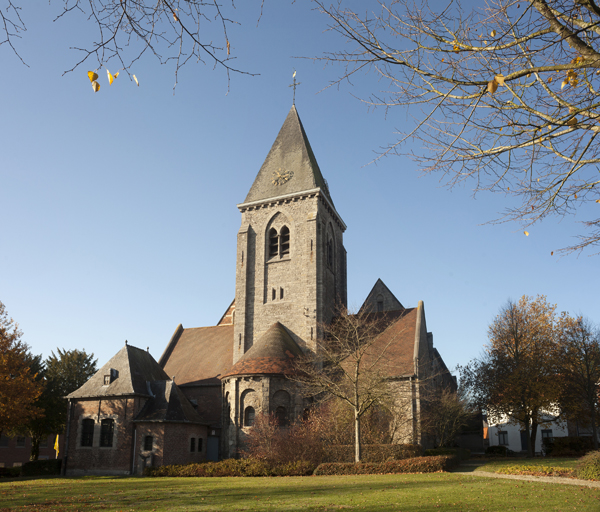
Sint-Dionysius en Sint-Genesiuskerk

De Sint-Dionysius en Sint-Genesiuskerk is de parochiekerk van de tot de West-Vlaamse gemeente Zwevegem behorende plaats Sint-Denijs, gelegen aan de Kerkeberg.

## Geschiedenis
Tijdens de 12e of begin 13e eeuw werd een, aan Sint-Dionysius gewijde, romaanse kerk gebouwd. Vermoedelijk was het een driebeukige kerk zonder transept en zonder toren. De halfronde apsis en een deel van de muren van de middenbeuk bleven behouden.
In de 2e helft van de 13e eeuw werd een vieringtoren gebouwd, waartoe de muren van middenbeuk en koor versterkt moesten worden. In de 14e eeuw ontstond door verbouwing een vroeggotische kruiskerk, daarbij werd in 1326 de noordelijke Onze-Lieve-Vrouwekapel gebouwd. De zuidelijke Sint-Dionysiuskapel werd voor het eerst vermeld in 1498.
In de 15e eeuw werd de noordbeuk in Doornikse steen gebouwd en in de 16e eeuw de bakstenen zuidbeuk. Zo ontstond een driebeukige hallenkerk. In 1833 werd de kerk met twee traveeën verlengd in westelijke richting. hierbij werd de oorspronkelijke westgevel afgebroken.
In 1918 werd de kerktoren opgeblazen. In 1924-1925 werd de kerk gerestaureerd, waarbij de nog overgebleven muren en de romaanse apsis in het gebouw werden opgenomen.

## Gebouw
Het betreft een driebeukige hallenkerk met tegen de halfronde apsis aangebouwde, vierkante vieringtoren. De kerk is voornamelijk in Doornikse steen uitgevoerd. De zuidbeuk is in baksteen en zandsteen gebouwd. De westgevel heeft tussen midden- en zuidbeuk een ronde traptoren.

## Interieur
De beuken worden elk overkluisd door een houten spitstongewelf. Het hoofdaltaar werd in 1939 geplaatst. Hierboven het tabernakel uit de tweede helft van de 18e eeuw en een 17-eeuws retabel, voorstellende Jezus valt onder het kruis en Jezus wordt van het kruis afgenomen. Het noordelijk zijaltaar is van de eerste helft van de 18e eeuw. De biechtstoelen in barokstijl zijn van omstreeks 1714 en werden in 1775 overgeplaatst vanuit de Jezuïetenkerk te Kortrijk. Het doopvont is 16e-eeuws, maar het deksel is van 1930. De orgelkast is eveneens van de Jezuïetenkerk afkomstig en werd vervaardigd eind 17e eeuw. In 1818 werd een gedeeltelijk nieuw orgel in deze orgelkast gebouwd.
Er zijn een viertal schilderijen van Nicolas de Liemaeckere, en een schilderij van de Antwerpse school van caravaggisten (Jezus tussen de leraars in de tempel) eind 16e eeuw. De kerk bezit enkele 18e-eeuwse heiligenbeelden.